# 오드리 최메오
오드리 최메오(프랑스어: Audrey Tcheuméo, 1990년 4월 20일~)는 프랑스의 유도 선수이다. 2012년 하계 올림픽 여자 하프헤비급 동메달과 2016년 하계 올림픽 하프헤비급 은메달을 획득했다.